# ویکتور میرساوکا
ویکتور میرساوکا (انگلیسی: Victor Mirshauswka؛ زادهٔ ۲۷ آوریل ۱۹۴۱) ورزشکار بسکتبال اهل برزیل است.
از باشگاه‌هایی که در آن بازی کرده‌است می‌توان به باشگاه فوتبال پالمیراس اشاره کرد.